# Dietsche Warande en Belfort
Pour les articles homonymes, voir Dietsche et DWB.
Dietsche Warande en Belfort (en français : Jardin thiois ou Garenne thioise et Beffroi) ou, en abrégé depuis 1972, DW B, est la plus ancienne revue littéraire flamande et la plus ancienne revue littéraire néerlandophone après De Gids (Le Guide).  Guido Gezelle et Felix Timmermans s'y trouvaient fréquemment publiés.  D'autres écrivains et poètes qui y publiaient leurs œuvres sont Pieter G. Buckinx, André Gerard Christiaens, Arjen Duinker, Caesar Gezelle, Bernard Kemp, Eric de Kuyper, Paul Lebeau, Jules Persyn, Yves Petry, Albert Speekaert, Dirk van Bastelaere, Prosper van Langendonck, Aloïs Walgrave, Anton van Wilderode et Cyriel Verschaeve.

## Bref historique

### 1855-1900: deux revues distinctes
Le Dietsche Warande (Jardin thiois), publié à Amsterdam, fut dirigé par Josephus Albertus Alberdingk Thijm entre 1855 et 1884, puis par son frère Paul, professeur à Louvain, entre les années 1887-1899.  Le premier volume sorti sous la direction de ce dernier, qui rebaptisa temporairement sa revue Tijdschrift voor Kunst en Zedegeschiedenis (Revue d'art et de l'histoire de la morale), fut publiée aussi bien à La Haye qu'à Gand, sans doute afin d'insister sur le caractère grand-néerlandais de la revue.  En 1891, afin d'augmenter le nombre d'abonnés, la revue fusionna avec De Wetenschappelijke Nederlander (Le Néerlandais scientifique), après quoi elle connut une reprise temporaire.

### 1900-1914: de la fusion jusqu'avant la guerre
En 1900, après avoir été fusionnée avec Het Belfort (Le Beffroi), une revue fondée par Jan Bols à Gand en 1885, la revue fut dirigée par August van Cauwelaert, Marie-Elisabeth Belpaire, Ernest Claes et d'autres.  La fusion à l'initiative d'August Cuppens avait été réalisée grâce à l'engagement et au soutien financier de Belpaire.  La nouvelle revue, émanée de l'action d'un groupe catholique flamand, Eigen Leven (Vie propre) ,, créé par Belpaire et son amie Mathilde Ramboux dans le but d'insuffler une nouvelle vie à des entreprises et des associations flamandes respectables, se voulait un périodique d'information générale et prit comme modèle la Revue des deux Mondes.  Étroitement associée à la société Eigen Leven jusqu'en 1914, elle devint une arme contre la déchristianisation de la lutte émancipatrice flamande.

### 1914-1940: la Grande Guerre et l'entre-deux-guerres
Beaucoup de collaborateurs vivant en exil ou combattant contre l'occupant lors du déclenchement de la Première Guerre mondiale, la publication de la revue cessa.  La subvention de l'État fut supprimée après que Filip de Pillecyn eut tenu des propos radicaux ; le secrétaire de rédaction, Persyn, accusé d'activisme, quant à lui, fut licencié.
Après la Première Guerre mondiale, Dietsche Warande en Belfort ne redémarra que difficilement : les chroniques de la revue, pour la plupart écrites par Karel Elebaers et Joris Eeckhout, étaient sur le déclin ; et alors que l'intérêt de la jeune génération diminuait considérablement, il y avait de surcroît des ennuis pécuniaires et des problèmes rédactionnels.  Jules Persyn, le rédacteur en chef, avait initialement adopté une position prudente, c'est-à-dire modérée et rejetant l'expérimentation.  En 1920 fut constituée une nouvelle équipe de rédaction avec Maria Elisa Belpaire, Dirk Vansina, Jules Persyn et Louisa Duykers, qui rédigèrent le plan de réforme de la revue. À partir du milieu des années 1920, Van Cauwelaert et Walschap ayant repris le secrétariat de rédaction de Persyn, la revue reçut un nouvel élan.  Sous une telle rédaction, la question flamande fut reléguée à l'arrière-plan en faveur de l'esthétique, la sphère d'intérêt s'élargit, et on noua des contacts aux Pays-Bas ; on publia à plusieurs reprises des numéros spéciaux sur la littérature étrangère et on attira plus de jeunes collaborateurs.
Dietsche Warande en Belfort s'avéra un média important pour les femmes de lettres ; il est en effet remarquable que, dans aucune autre revue littéraire et culturelle flamande de la première moitié du XXe siècle, furent insérées autant de publications de femmes que dans celle-ci.  Considérant l'élévation morale et l'émancipation du peuple flamand comme son principal objectif, la revue pouvait tirer profit de la collaboration des femmes, même si leurs qualités littéraires intrinsèques étaient inférieures à celles des hommes.
Dans le numéro anniversaire de 1935 sont clarifiées les idées directrices des rédacteurs ; le principe fondamental est constitué de la largeur d'esprit catholique à l'instar d'un Alberdingk Thijm et d'une esthétique chrétienne-humaniste, une conception de l'art qui prône la fusion de la culture et de la vie.  Dans les années 1930, des critiques et des auteurs avec des vues divergentes sur la culture catholique collaboraient à la revue.  Van Cauwelaert, voulant éviter que le périodique se fasse accaparer par un groupe, œuvrait pour une revue générale ouverte à diverses opinions.  Toutefois, en 1939, Gerard Walschap, qui travaillait sous Van Cauwelaert comme secrétaire adjoint depuis 1924, fut radié de la liste des rédacteurs sous la pression de la base catholique après la publication de son roman Sybille, sur un conflit religieux.

### 1940-: depuis la Seconde Guerre mondiale
À la fin de 1941, les presses furent de nouveau arrêtées à cause de la guerre, mais un mois après la capitulation allemande en 1945, la revue reprit ses activités.
Depuis la fin du XXe siècle, la revue DW B s'est élargie pour devenir un mouvement culturel qui, en plus de publier le périodique, s'adonne également à d'autres formes d'art, parfois hybrides, l'accent étant mis sur les échanges fructueux entre la littérature et les autres arts, notamment les arts plastiques, la photographie, l'architecture ou le théâtre, et la revue a laissé bien loin derrière elle son engagement flamand initial.  La revue se produit aussi sur la scène et possède un site web.
Depuis 1993, le rédacteur en chef est le professeur Hugo Bousset de l'université catholique de Bruxelles.